# Diplogrammus randalli
 Diplogrammus randalli és una espècie de peix de la família dels cal·lionímids i de l'ordre dels perciformes.

## Morfologia
- Els mascles poden assolir 7 cm de longitud total.[3][4]

## Hàbitat
És un peix marí, de clima tropical (24 °C-28 °C) i demersal que viu entre 1-10 m de fondària.

## Distribució geogràfica
Es troba al Mar Roig.

## Observacions
És inofensiu per als humans.